# Beppie
Beppie is een Nederlandse muzikale komedieserie uit 1989 die werd uitgezonden door de AVRO. De 12-delige serie is een modern sprookje, geschreven door Annie M.G. Schmidt in samenwerking met haar zoon Flip van Duijn en Haye van der Heyden. De muziek (waaronder de titelsong Beppie ben je boven?) werd gecomponeerd door Harry Bannink.
In deze serie werd het trio John Kraaijkamp sr., Adèle Bloemendaal en Rijk de Gooyer herenigd nadat ze eerder veelvuldig hadden samengewerkt, waaronder in de succesvolle komedieserie De Brekers. Beppie werd echter niet zo'n groot succes.
In 2009 is de serie op dvd verschenen (als onderdeel van de Annie M.G. Schmidt-collectie).

## De serie
De serie gaat over het echtpaar Beppie en Jacques van de Broek, dat na een zwaar auto-ongeluk voor de hemelpoort staat. Beppie mag blijven, maar Jacques wordt voorlopig teruggestuurd. Hij moet daar binnen een jaar het huwelijk van de excentrieke psychiater Norbert Leeflang en diens vrouw Maddy zien te redden. Op aarde krijgt Jacques hulp van de dochter van Norbert en Maddy: Pips. Vanuit de hemel levert Beppie regelmatig hoorbaar commentaar op de inspanningen van haar man in huize Leeflang.

## Rolverdeling
- Sylvia de Leur - Beppie van de Broek
- John Kraaijkamp sr. - Jacques van de Broek
- Rijk de Gooyer - Norbert Leeflang
- Adèle Bloemendaal - Maddy Leeflang
- Nada van Nie - Pips Leeflang
- Jan Willem Sterneberg - Robert de Vries